# Seznam německých názvů obcí a osad v Česku, G
Tento seznam obsahuje německé názvy (exonyma) českých obcí začínajících na písmeno G.
Tento seznam by měl sloužit pro orientaci v starých písemných pramenech, mapách atd., nikoliv pro překlad českých názvů měst do němčiny. Většina z těchto německých názvů by při použití v současnosti byla nesrozumitelná.
| Český název    | Historická země | Okres            | Německý název                   | Poznámka |
| -------------- | --------------- | ---------------- | ------------------------------- | -------- |
| Gabrhele       | Čechy           | Benešov          | Gabriel                         |          |
| Gabrielka      | Čechy           | Pelhřimov        | Gabrielendorf                   |          |
| Gajer          | Čechy           | Svitavy          | Gayer                           |          |
| Geršov         | Morava          | Žďár nad Sázavou | Gerschdorf                      |          |
| Golčův Jeníkov | Čechy           | Havlíčkův Brod   | Goltsch-Jenikau                 |          |
| Grabštejn      | Čechy           | Liberec          | Grafenstein                     |          |
| Grešlové Mýto  | Morava          | Znojmo           | Gröschlmaut                     |          |
| Gručovice      | Morava          | Opava            | Groitsch                        |          |
| Gruna          | Morava          | Svitavy          | Grünau                          |          |
| Grunta         | Čechy           | Kolín            | Grund                           |          |
| Grygov         | Morava          | Olomouc          | Grygau, od roku 1939 Königswald |          |
| Grymov         | Morava          | Přerov           | Grimsthal                       |          |
| Guntramovice   | Morava          | Opava            | Guntersdorf                     |          |